# 郝維新
郝維新，陝西承宣佈政使司三原縣人。明朝解元、政治人物。

## 生平
明神宗萬曆四十三年（1615年），中式乙卯科陝西鄉試第一名舉人（解元）。